# Frans Grootjans
Frans Edward Elisabeth Grootjans (* 24. Januar 1922 in Antwerpen-Wilrijk, Provinz Antwerpen, Belgien; † 20. Februar 1999 in Antwerpen, Provinz Antwerpen, Belgien) war ein belgischer Politiker der Partij voor Vrijheid en Vooruitgang (PVV). 

## Biografie
Nach dem Studium studierte er Handelsbetriebslehre und Beratungswissenschaft und schloss dieses Studium mit einem Lizenziat ab. Später war er Chefredakteur und Direktor der Tageszeitung De Nieuwe Gazet.
Seine politische Laufbahn begann er als Kandidat der PVV 1954 mit der Wahl zum Mitglied der Abgeordnetenkammer, in der er bis 1987 die Interessen des Arrondissements Antwerpen vertrat.
Im März 1966 wurde er von Premierminister Paul Vanden Boeynants zum Minister für Nationale Bildung in dessen Regierung berufen und gehörte dieser bis zum Ende von dessen Amtszeit im Juni 1968 an.
1971 wurde er auch Mitglied des Gemeinderates von Antwerpen und gehörte diesem bis 1976 an. Daneben war er von 1973 bis 1977 als Nachfolger von Willy De Clercq erstmals Parteivorsitzender der PVV und wurde anschließend von De Clercq in dieser Funktion auch wieder abgelöst.
Für seine politischen Verdienste wurde er am 18. Oktober 1974 mit dem Ehrentitel Staatsminister ausgezeichnet.
Am 6. Januar 1985 wurde er von Premierminister Wilfried Martens als Vizepremierminister und Minister für Finanzen und Mittelstand in dessen Kabinett berufen und gehörte diesem allerdings nur bis 28. November 1985 an. Im Anschluss war er von 1985 bis 1987 Präsident des Flämischen Parlamentes.